# Großsteingräber bei Prisvitz
Die Großsteingräber bei Prisvitz waren ursprünglich zwei megalithische Grabanlagen der jungsteinzeitlichen Trichterbecherkultur bei Prisvitz, einem Ortsteil von Buschvitz im Landkreis Vorpommern-Rügen (Mecklenburg-Vorpommern). Von diesen existiert heute nur noch eines, das zweite wurde Ende des 19. Jahrhunderts zerstört.

## Forschungsgeschichte
Die Existenz der Gräber wurde in den 1820er Jahren durch Friedrich von Hagenow erfasst und ihre Lage auf der 1829 erschienenen Special Charte der Insel Rügen vermerkt. Von Hagenows handschriftliche Notizen, die den Gesamtbestand der Großsteingräber auf Rügen und in Neuvorpommern erfassen sollten, wurden 1904 von Rudolf Baier veröffentlicht. Die Anlagen bei Prisvitz wurden dabei nur listenartig aufgenommen. Nach Alfred Haas wurde eines der Gräber im Jahr 1890 abgetragen. Ewald Schuldt und diesem folgend Hans-Jürgen Beier führen für Prisvitz irrtümlich nur ein Grab auf, obwohl sie sich auf von Hagenows Liste beziehen, auf der zwei Gräber verzeichnet sind.

## Lage

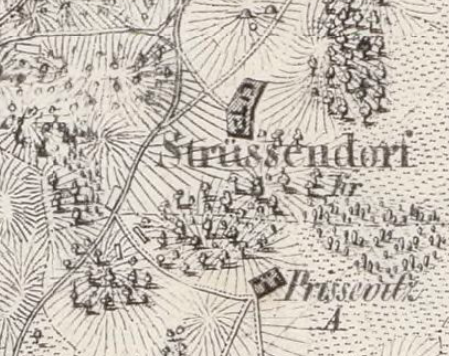
Die Großsteingräber bei Prisvitz und Strüssendorf auf Friedrich von Hagenows Special Charte der Insel Rügen

Nach von Hagenows Karte befanden sich beide Gräber recht nahe beieinander westlich von Prisvitz, beiderseits eines nach Nordwesten führenden Wegs. Das westliche, noch erhaltene Grab befindet sich am Rand eines Waldstücks. Über den Standort des zerstörten östlichen Grabs verläuft heute die B 96. Etwas nordwestlich der beiden Gräber lag das südliche der zwei zerstörten Großsteingräber bei Strüssendorf.

## Beschreibung
Nach von Hagenows Liste handelte es sich bei beiden Anlagen um Großdolmen. Einer wies keine steinerne Umfassung auf, der andere besaß ein trapezförmiges Hünenbett. Die Kartensignaturen legen allerdings nahe, dass beide Anlagen Hünenbetten besessen hatten (eventuell fehlten einem bei von Hagenows Aufnahme bereits die Umfassungssteine.).

### Das erhaltene westliche Grab
Das erhaltene westliche Grab ist annähernd nord-südlich orientiert. Es hat eine Länge von etwa 20 m und eine Breite von etwa 10 m. Es ist nur noch in Resten erhalten. Zur Grabkammer liegen keine Angaben vor.

### Das zerstörte östliche Grab
Das zerstörte östliche Grab dürfte laut Kartensignatur nordwest-südöstlich orientiert gewesen sein. Zu den Maßen liegen keine Angaben vor. Haas vermerkt, dass bei der Abtragung dieser Anlage menschliche Skelettreste gefunden wurden, darunter zwei vollständige Schädel. Weiterhin wurden Feuersteinsplitter und Keramikscherben gefunden. Der Verbleib dieser Gegenstände ist unklar.